# Şenay Gürler

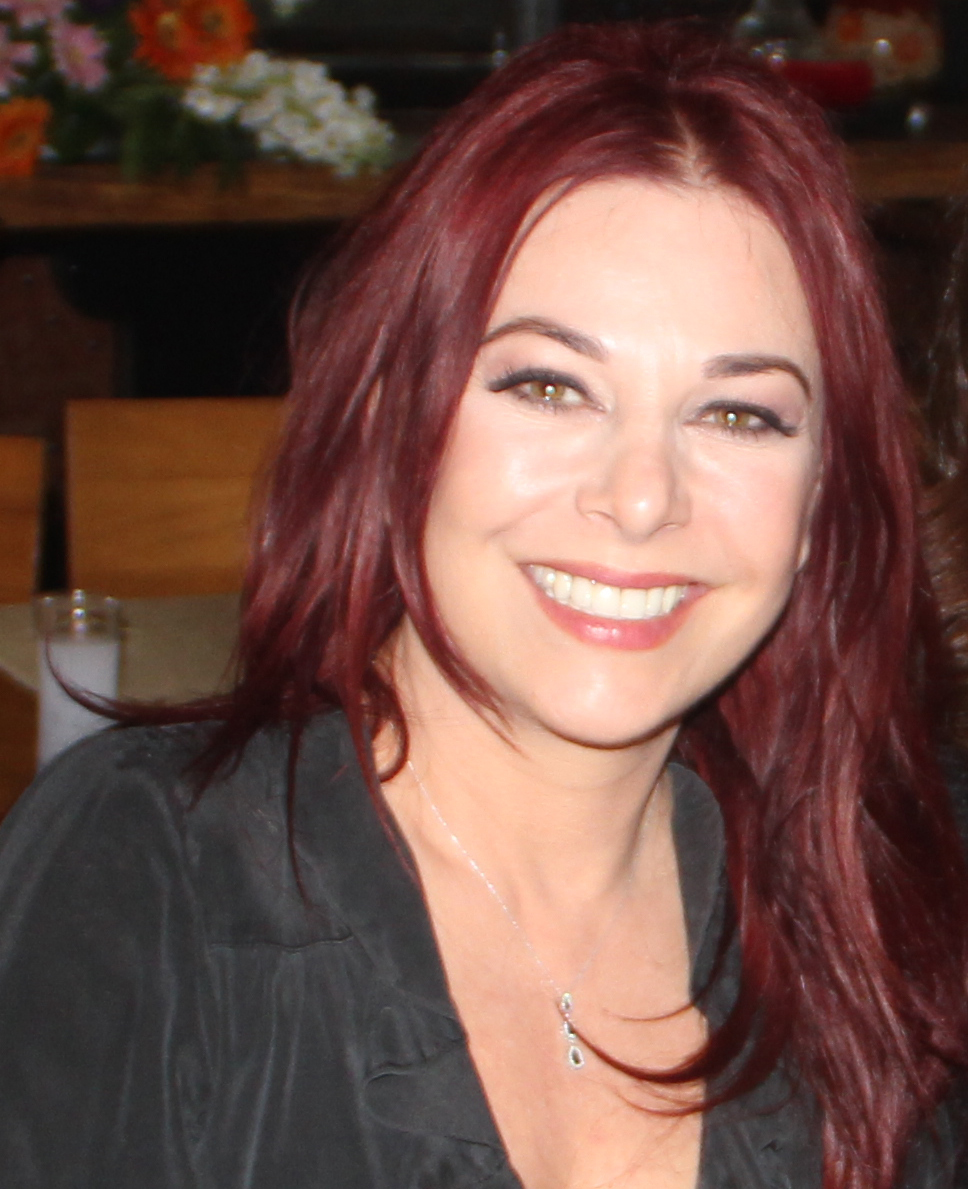
Şenay Gürler, 2016

Şenay Gürler (İzmir, 28 de junho de 1966) é uma atriz turca. Também é apresentadora.